# Giulietta i duchy
Giulietta i duchy (wł. Giulietta degli spiriti, dosł. Giulietta od duchów) – włosko-francuska tragikomedia z 1965 roku. Pierwszy pełnometrażowy film barwny Federico Felliniego.

## Tytuł
Metaforyczny autorski tytuł filmu Giulietta degli spiriti znaczy po włosku: Giulietta od duchów. Przypomina to imię zakonne, choć bohaterką jest kobieta świecka – zamożna mieszczka w średnim wieku.
Fellini ujął jednak film (na sposób malarski wykorzystując barwę) jako wizyjny obraz lęków i rojeń tytułowej bohaterki. Giuliettę nękają widma z przeszłości i obsesje. Bezradna wobec nich jest jakby kapłanką „od duchów” i stąd tytuł filmu.
W polskich kinach film wyświetlano pod uproszczonym tytułem Giulietta i duchy, który zatraca subtelność oryginału. Przekład wierny wobec oryginału stosowano podczas dystrybucji w kinach francuskich (Juliette des esprits) i anglosaskich (Juliet of the spirits).

## Główne role
- Giulietta Masina – Giulietta[1]
- Sandra Milo – Suzy, sąsiadka Giulietty, także duchy: Iris i Fanny
- Mario Pisu – Giorgio, mąż Giulietty
- Valentina Cortese – Valentina
- Valeska Gert – Pijma
- José Luis de Vilallonga – przyjaciel Giorgia
- Friedrich von Ledebur – medium
- Caterina Boratto – matka Giulietty
- Lou Gilbert – dziadek
- Luisa Della Noce – Adele
- Silvana Jachino – Dolores
- Milena Vukotic – Elisabeta
- Anne Francine – lekarka-psychoanalityk

## Fabuła, styl, znaczenia
Giulietta jest bogatą mieszczanką w średnim wieku, niezadowoloną ze swego życia. Czuje się samotna i zaniedbywana przez swego męża, którego podejrzewa (słusznie) o zdradę. Szukając odpowiedzi na swoje wątpliwości, zaczyna uczestniczyć w seansach spirytystycznych. Obsesje stają się natarczywe.
Giulietta żyje w nieustannym leku. Nagle w nocy pojawiają się zjawy z jej życia... Są to zwłaszcza osoby z czasu dzieciństwa: stateczni mieszczanie, piękna a surowa matka, czuły dla dziewczynki dziadek, oddany urokom życia (odlatujący dwupłatowcem z cyrkową tancerką), ale przede wszystkim posępne zakonnice ze szkoły katolickiej. Jak obsesja powraca obraz szkolnego teatrzyku, który wystawia hagiograficzną opowieść o męczennicy ginącej w płomieniach – z małą Giuliettą w roli głównej.
Teraz, po latach, Giulietta boi się radości życia, spętana strachem przed potępieniem. Jej nerwicę pogłębia zdrada męża. Nie może w tym pomóc piękna sąsiadka Suzy, która życzliwie uczy Giuliettę uroków zmysłowości. Pomoże natomiast spotkana towarzysko lekarka-psychoanalityk, wskazując potrzebę wyzwolenia nieświadomości. W ostatniej scenie Giulietta, uwolniona od lęków, wychodzi przed dom, rozkoszując się słońcem i pięknem przyrody.
Fellini, mając za sobą pierwszy krótki film barwny (nowelę Kuszenie doktora Antoniego, 1962), zaprojektował pełnometrażową historię Giulietty jako pełną rozmachu wizję kolorystyczną, ujętą na sposób malarski. Sprzyjała temu podczas realizacji harmonijna współpraca z operatorem (Gianni Di Venanzo), także przygotowana według koncepcji reżysera scenografia i kostiumy (Piero Gherardi i współpracownicy). Film powstał na bardzo czułej taśmie (35 mm) typu Technicolor. Pozwoliło to nasycić kadry intensywną paletą barw. Często dominuje w obrazie monochromatyczna kolorystyka, np. jasna intensywna czerwień (bliska cynobru), soczysta zieleń, kremowa biel. Kadr bywa zbliżeniem (twarz Giulietty) lub daje plan ogólny (ogród przed domem Giulietty, wnętrze domu Suzy), z wykorzystaniem głębi ostrości, często o asymetrycznej kompozycji.
Poza sekwencjami nad morzem i w lesie, zdjęcia realizowano w atelier – ulubionym przez Felliniego rzymskim miasteczku filmowym Cinecittà.
Wyrafinowany styl filmu (poza barwą znaczenie ma tu – rozproszone często lub przyćmione – światło, również odrealnione kostiumy i scenografia) sięga po tradycję estetyczną baroku i secesji. Różnorodna, też instrumentalnie, wykorzystująca śpiew, muzyka Nino Roty (stały, taneczny, rytm taktowy, technika lejtmotywu, wokaliza w zmysłowych scenach w domu Suzy, chór dziecięcy we wspomnieniach o spektaklu szkolnym) – umacnia oniryczny i wizyjny charakter filmu. Powstaje efekt syntezy sztuk.
Giulietta i duchy to przede wszystkim artystyczna kreacja świata nadrealnego, z ducha romantyzmu i surrealizmu. Jest to zarazem studium psychologiczne 40-latki (co uwiarygodnia aktorsko Giulietta Masina skupioną, powściągliwą techniką gry). Film staje się wreszcie epickim obrazem transformacji duchowej: osoba stłumiona (przez opresyjne wychowanie katolickie) odnajduje w sobie moc i metafizyczną pochwałę życia.

## Nagrody i nominacje (wybrane)
- Oscary za rok 1966 – tylko nominacje:
  - Najlepsza scenografia w filmie kolorowym – Piero Gherardi (nominacja)
  - najlepsze kostiumy w filmie kolorowym – Piero Gherardi (nominacje)
- Złote Globy 1965 – nagroda przyznana
  - Najlepszy film zagraniczny